# 卵転がし

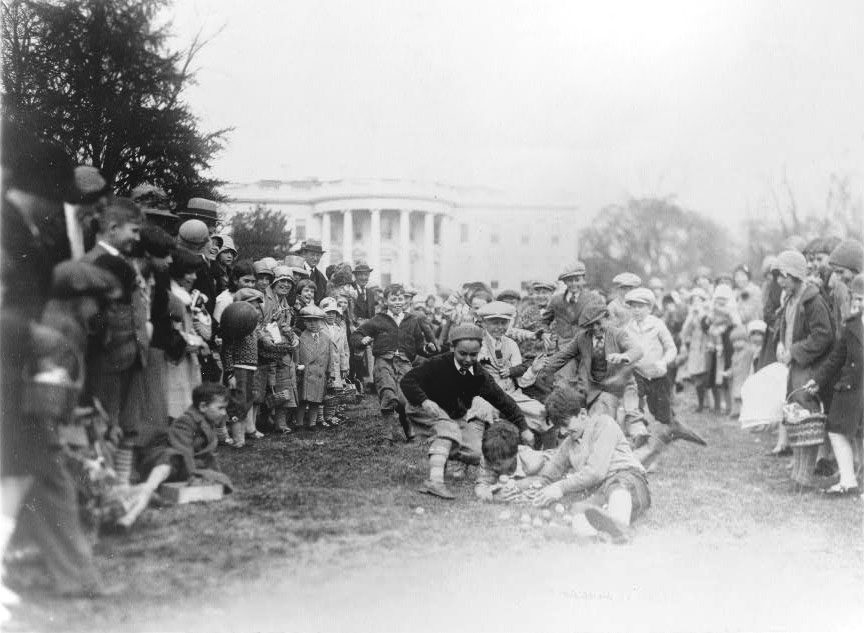
1929年、ホワイトハウスの芝地での卵転がし競争

卵転がし（たまごころがし、英: Egg rolling、エッグ・ローリング、エッグロール、イースターエッグ転がしとも）は、 復活祭で行われる伝統的な遊び。国によってさまざまな形態があり、多くはゆで卵、それも装飾卵が使われる。

## 歴史
復活祭（イースター）と卵とは縁が深い。紀元前、サクソン人は春分に女神エオストレを祭った。この女神の名がイースターの語源とも言われている。エオストレは春の多産の象徴ノウサギを従えていた。卵もまた多産の象徴だった。
6世紀のローマ教皇グレゴリウス1世はヨーロッパの古い宗教の伝統を取り入れるのに熱心だった。エオストレの伝説も、グレゴリウス1世の考えるキリスト復活のイメージとよく合っていたため取り入れられた。
ドイツやイギリスなどでは復活祭の日、子供たちが坂から卵を転がすという遊びが流行っていた。これは、キリストが復活する際、上にあった岩を転がしてどかせたとの伝承に基づいているといわれている。
復活祭の卵転がしやウサギなどは、ヨーロッパ人によってアメリカに持ち込まれた。

## 今日の様子

### アメリカ

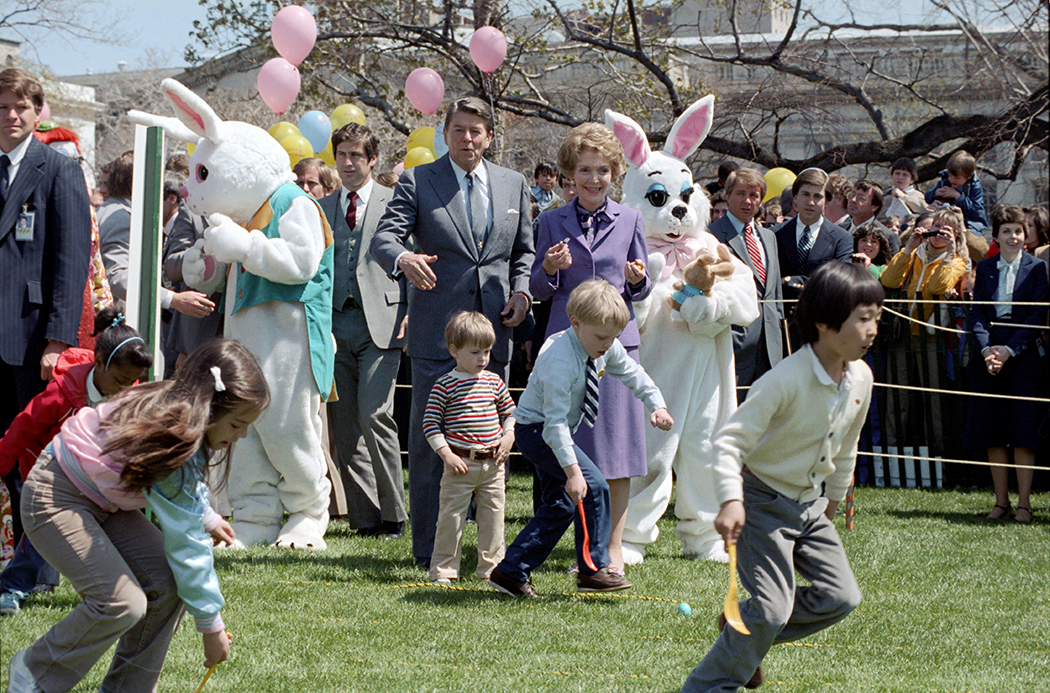
1982年、ホワイトハウスで卵転がしを楽しむレーガン一家

アメリカ合衆国では、毎年復活祭に卵転がし競争が行われており、特にホワイトハウスの芝地でイースターマンデー（イースターの翌日）に毎年子供とその親を招いて行われるものが有名である。
卵転がしは競争であり、子供が長い柄のスプーンを持ち、芝生の上の卵を転がす。その周りにはイースターバニーのコスチュームをした人がおり、本の朗読会があり、イースターエッグが飾られる。
文献上の証拠はないが、ホワイトハウスでの卵転がしの伝統は、ジェームズ・マディソン大統領の夫人、ドリー・マディソンが1814年に始め、その際には子供数百人が集まったとされる。当初はアメリカ合衆国議会議事堂のグラウンドで行われたが、1877年に芝生が新しくなったのを機に庭師が中止を要望し、議会は敷地で子供が遊ぶのを禁止する法案を通した。翌1878年、ラザフォード・ヘイズ大統領の夫人ルーシーは、自分の子を含む何人かの子供の要望により、ホワイトハウスの芝地でこのイベントを行った。フランクリン・ルーズベルト大統領はこれを中止したが、ドワイト・D・アイゼンハワーの妻マミーが復活させた。1954年にはマミーは初めて黒人の子も招いている。2008年、ジョージ・W・ブッシュは女性の同性愛者の家族を卵転がしに招待した。2009年には、バラク・オバマが男性の同性愛者のカップルとその子をイースター卵転がしに正式に招待している。

## イギリス
イギリスでは、模様付けした卵を深い草の中を転がす伝統が「ペース・エッギング（pace-egging）」の名で数百年続いている。この語はユダヤ教の祭り過越（PesachまたはPassover）を意味する古英語Paschに由来している。ランカシャーのプレストンのアベンハム・パーク、ラムズボトム近くのハルコムの丘では毎年卵転がしが行われている。ランカシャーの古い言い伝えでは、模様付けした卵の殻はよく砕いておかないと魔女が盗んで利用する、とされている。
ランカシャー以外では、ペンリス (カンブリア州)の城、ダービーのバンカーズヒル、エディンバラのアーサーの玉座での卵転がしが有名である。バークシャーのニューベリー近郊のベーコンヒルもよく知られている。伝統的に、卵は玉ねぎの皮で包んで茹でることで金色が付けられてきた（最近では単に金色塗料が塗られることが多い）。子供たちは、その卵を転がして遊んだ。
卵は復活祭の日に食べる他、卵転がしをする者（pace-eggers）に渡された。卵転がしをする者は服を着飾り、祝儀を集めながら伝統的な卵転がしの歌を歌って街道を歩いた。この伝統はコッツウォルズのリンクタス・ペヴェレルに伝えられた。この村の青年は復活祭で、役者の服を着て伝統的な「がちょうの歌」を歌う。グラスミアのウィリアム・ワーズワース博物館には、ワーズワースが子供たちのためにつくった沢山の装飾卵が展示されている。

## その他の国
ドイツの東フリースラントでは、子供が卵を坂で転がし、できるだけ殻を割らないよう競う遊びがある。デンマークのキューゲなどには、卵をできるだけ早く坂から転がり落とす遊びがある。オランダにも似た遊びがある。